# Schistocerca pallens
Schistocerca pallens är en insektsart som först beskrevs av Carl Peter Thunberg 1815.  Schistocerca pallens ingår i släktet Schistocerca och familjen gräshoppor. Inga underarter finns listade i Catalogue of Life.

## Bildgalleri

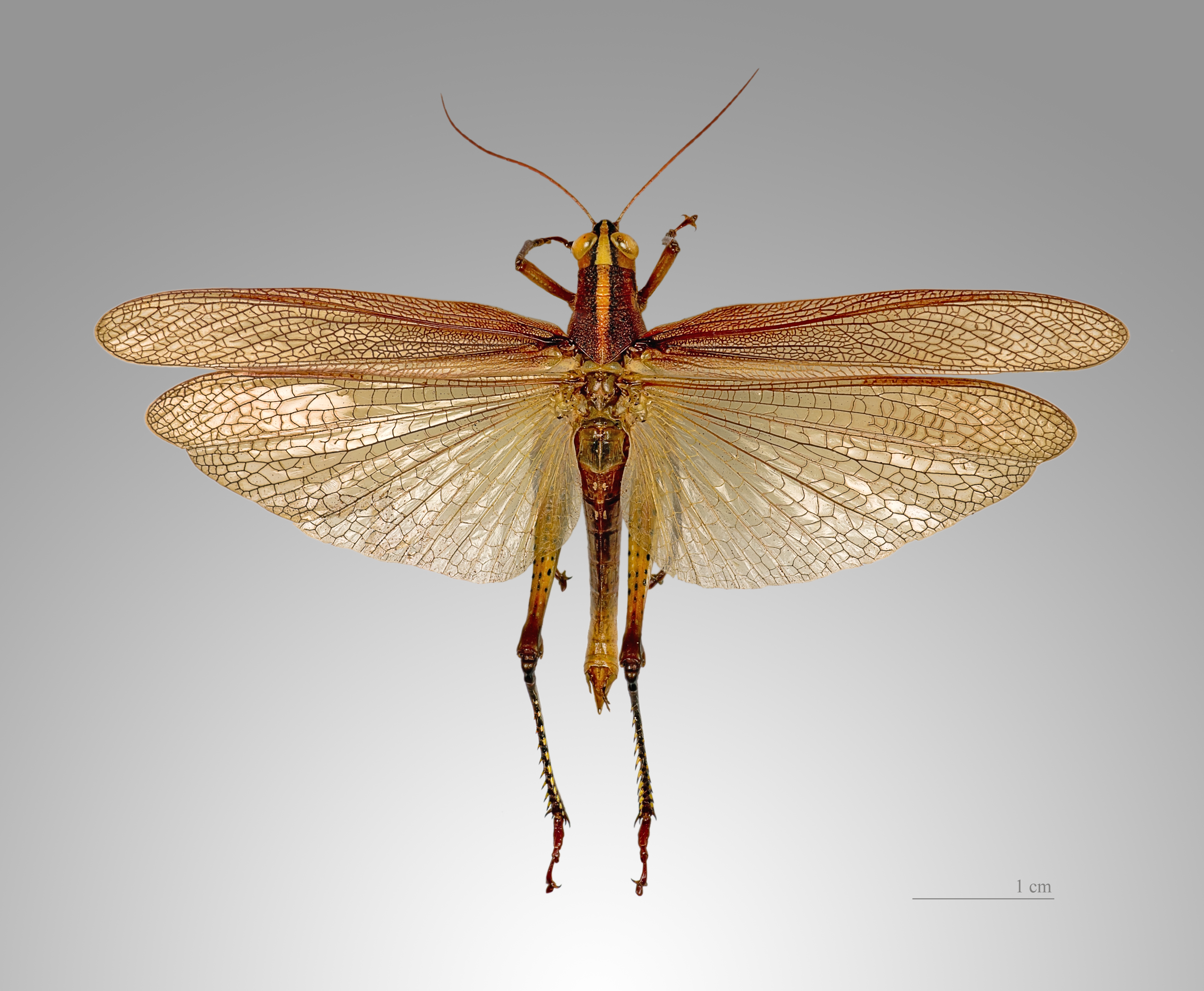
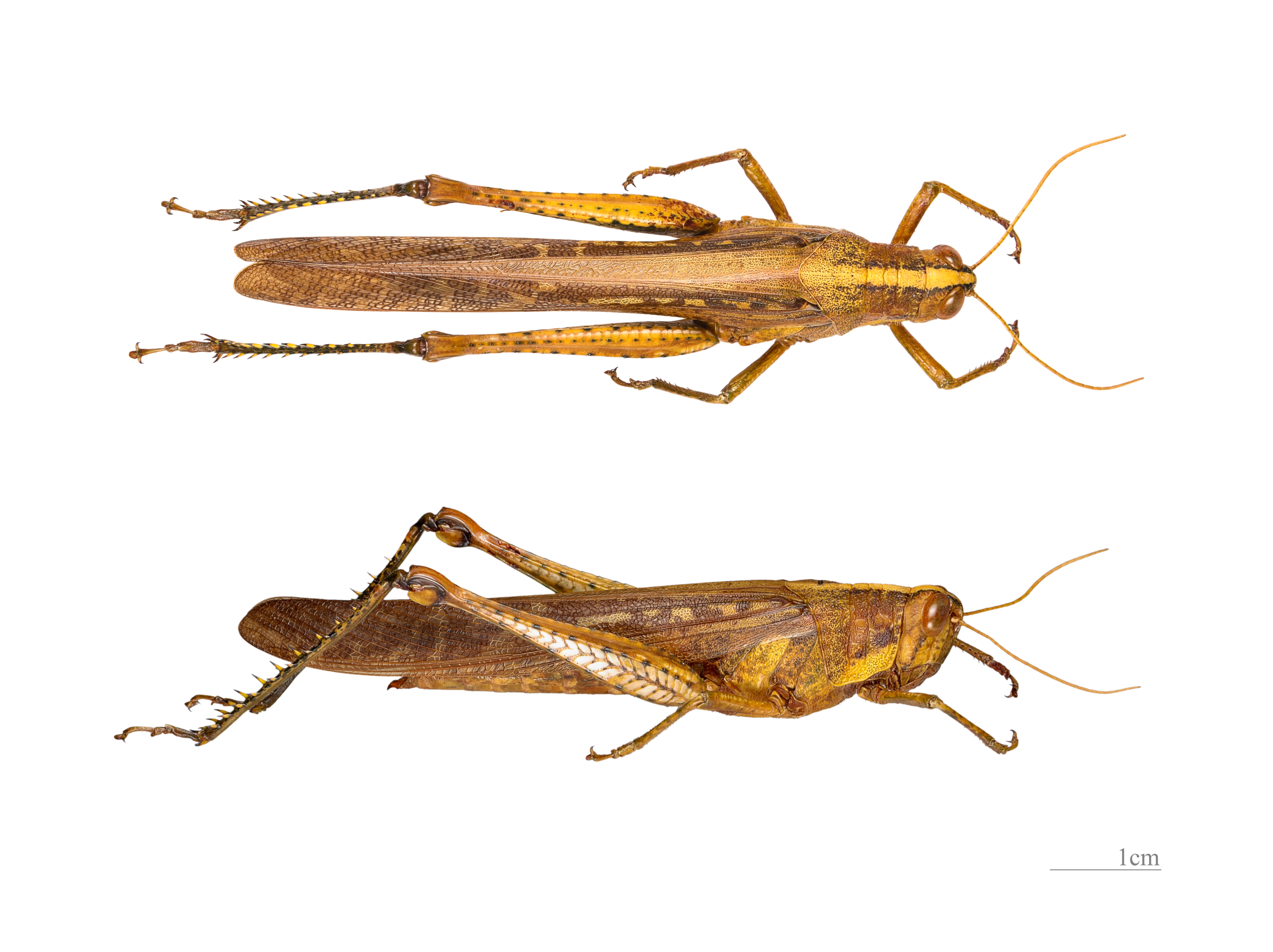